# جاك غولدستاين
جاك غولدستاين (بالإنجليزية: Jack Goldstein)‏ هو رسام أمريكي، ولد في 27 سبتمبر 1945 في مونتريال في كندا، وتوفي في 14 مارس 2003 في سان بيرناردينو في الولايات المتحدة.

## وصلات خارجية
- جاك غولدستاين على موقع ديسكوغز (الإنجليزية)